# 阿拉坦博物館

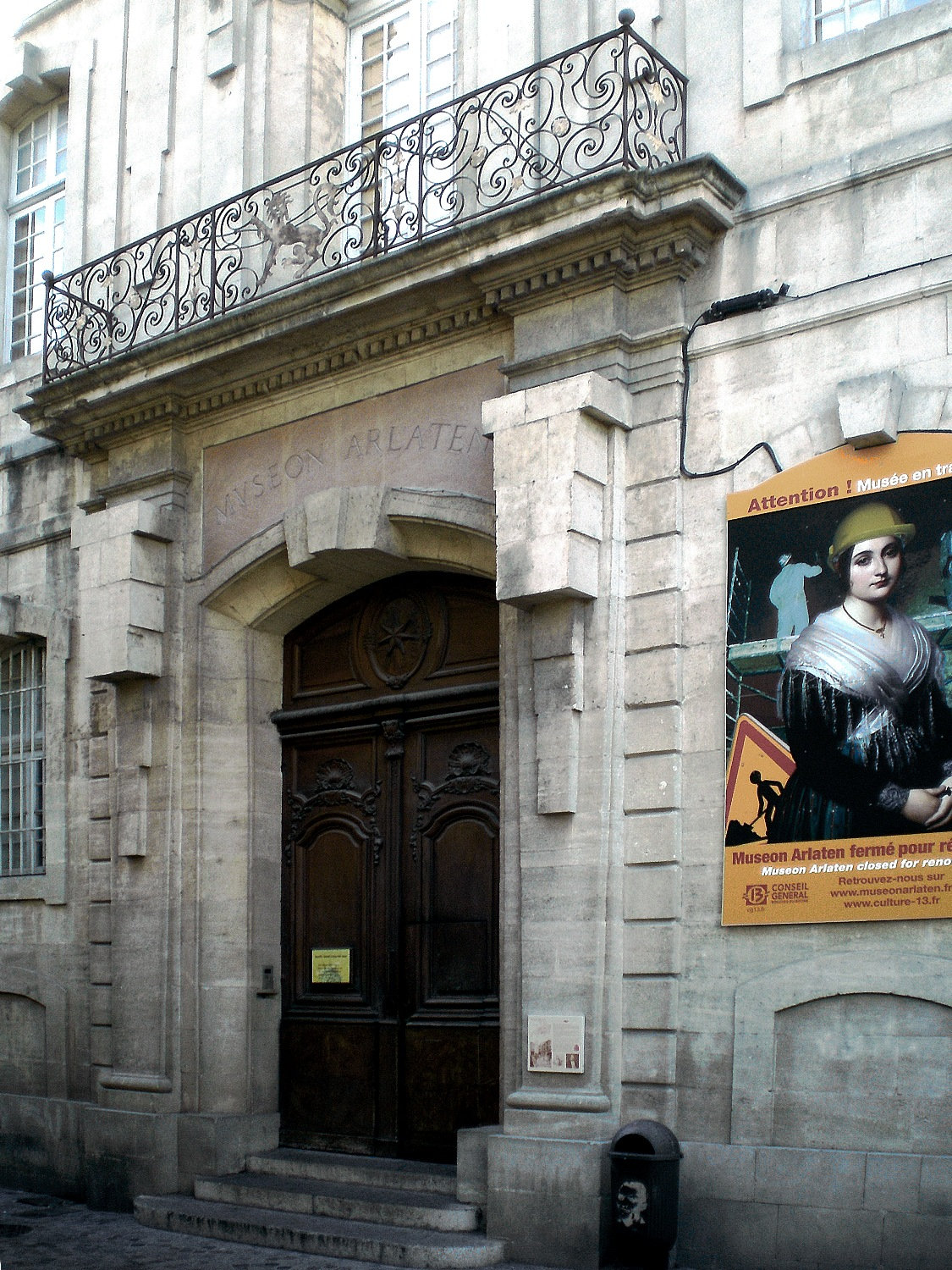
阿拉坦博物館

阿拉坦博物館（法語：Museon Arlaten) 是位於法國城市阿尔勒的一座博物館。博物館由諾貝爾文學獎得主腓特烈·密斯特拉設立。

## 历史
創建於1899年。阿拉坦博物館是亞爾的鄉土史博物館。博物館的建築也是法國的歷史紀念建築。

## 外部連結
- Website of the Museum （页面存档备份，存于）